# Mildenau
Mildenau – miejscowość i gmina w Niemczech, w kraju związkowym Saksonia, w powiecie Erzgebirgskreis (do 31 lipca 2008 w powiecie Annaberg). Do 29 lutego 2012 należała do okręgu administracyjnego Chemnitz.
W Mildenau urodził się Karol August Freyer – polski kompozytor i organista, nauczyciel Stanisława Moniuszki.

## Historia
Najstarsza wzmianka o miejscowości Mildinowe pochodzi z 1270 r. W 1475 miejscowość przypadła Wettynom.
Naloty w lutym 1945 r. zniszczyły 33 domy.

## Współpraca
Miejscowości partnerskie:
- Pommelsbrunn, Bawaria
- Ročov, Czechy